# جورج إدوارد هيوز
جورج إدوارد هيوز (بالإنجليزية: George Edward Hughes)‏ هو فيلسوف نيوزلندي، ولد في 8 يونيو 1918 في وترفورد في جمهورية أيرلندا، وتوفي في 4 مارس 1994 في ويلينغتون في نيوزيلندا.